# Jan Kunath

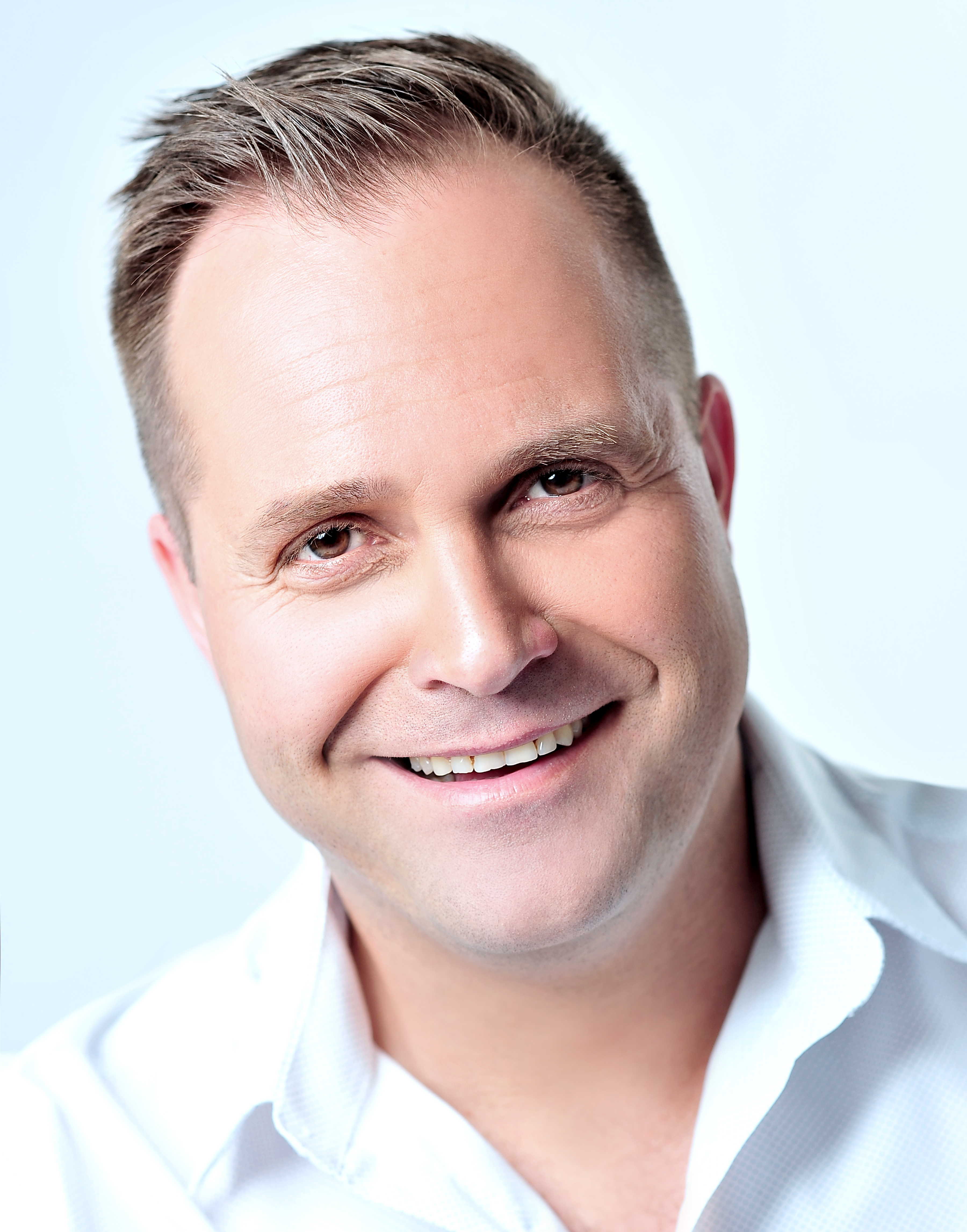
Jan Kunath, 2018

Jan Kunath (* 15. Februar 1980 in Bad Salzungen) ist ein deutscher Moderator.

## Werdegang
Erste Erfahrungen vor der Kamera sammelte Kunath beim Thüringer Regionalfernsehen. Seit 2017 gehört Jan Kunath zum Moderatorenteam des Münchener Reisesenders sonnenklar.TV. Dort moderiert er neben dem klassischen Tagesprogramm die Kunath & Co Holiday Show.
Kunath arbeitet als Moderator auch für das Deutsche Musik-Fernsehen und für Veranstaltungen. 2020 wurde er im Rahmen seiner Moderation zu 50 Jahre ZDF-Hitparade mit dem Smago! Award ausgezeichnet.

## Auszeichnungen
- Smago! Award 2020[4] - Gala 50 Jahre ZDF-Hitparade - Berlin
- Ballermann-Award 2020 - Classic Award (als Mitglied der Musikgruppe SchlagerGold)[5][6][7]
- Ballermann-Award 2023 - Sonderpreis[8]

## Rundfunk Moderationen 2007–2020 (Auswahl)
- Radio Schlagerparadies - sonnenklar.TV - Das Reisemagazin[9][10]
- Kunath&Co Holiday Show - sonnenklar.TV[11]
- Antenne Thüringen[12]